# Kometnik-Zubići
Kometnik-Zubići est un village de la municipalité de Voćin (Comitat de Virovitica-Podravina) en Croatie. Au recensement de 2011, le village comptait 28 habitants.